# Mihkel Räim
Mihkel Räim (né le 3 juillet 1993 à Kuressaare) est un coureur cycliste estonien.

## Biographie
Mihkel Räim naît le 3 juillet 1993 à Kuressaare en Estonie.
Membre du SJK Viiking de 2010 à 2011, il entre au CR4C Roanne l'année suivante. 
En 2013, il devient professionnel dans l'équipe Amore & Vita. Non conservé, malgré l'obtention du titre de champion d'Estonie sur route espoirs, il roule en 2014 pour l'EC Saint-Étienne Loire et effectue un stage du 1er août au 31 décembre dans l'équipe Amore & Vita-Selle SMP. 
En 2015, il court pour l'équipe Pro Immo Nicolas Roux. Il est cette année-là médaillé d'or de la course en ligne aux Jeux des Îles et vainqueur de deux étapes du Grand Prix Chantal Biya au Cameroun.
Au deuxième semestre 2018, il remporte la première édition de la Great War Remembrance Race, une nouvelle course cycliste disputée en Belgique.
Fin juillet 2019, il est présélectionné pour représenter son pays aux championnats d'Europe de cyclisme sur route. En aout, il termine septième du Grand Prix de la ville de Zottegem.

## Palmarès et résultats

### Palmarès par année
- 2010[1]
  -  Champion d'Estonie sur route juniors
  - 2e étape du Saaremaa Velotuur
  - Tour de la région de Łódź :
    - Classement général
    - 1re, 3e et 4e étapes
- 2011
  -  Médaillé d'or de la course en ligne aux Jeux des Îles
  - Prologue et 1re étape de l'Auksinių kopų
  - Tour de Helsinki
- 2012
  - Audi Saaremaa GP Ülo Arge
  - Pärnu Tänavasõit
  - Püha Loomaaia Rattaralli
  - Grand Prix d'Issoire
  - 2e du Saaremaa Velotuur
- 2013
  -  Champion d'Estonie sur route espoirs
  - Audi Saaremaa GP Ülo Arge
  - 5e étape du Baltic Chain Tour
- 2014
  - Prix de Pont-de-Vaux
  - Nocturne d'Ambert
  - 1re étape du Tour du Pays Roannais
  - Prix de Saint-Trivier-de-Courtes
  - Grand Prix de Charvieu-Chavagneux
  - Critérium de Briennon
  - 2e du championnat d'Estonie sur route espoirs
- 2015
  - Grand Prix de Carcès
  -  Médaillé d'or de la course en ligne aux Jeux des Îles
  - Critérium de Cournon d'Auvergne
  - Grand Prix Danièle Masdupuy
  - Circuit des Boulevards
  - Grand Prix d'Issoire
  - 1er et 3e étapes du Grand Prix Chantal Biya
  - 2e du Trophée Almar
- 2016
  -  Champion d'Estonie sur route
  - 1re et 4e étapes du Tour de Beauce
  - Tour de Hongrie :
    - Classement général
    - 1re étape

  - Stadsprijs Geraardsbergen
  - 3e du Tour d'Estonie
  - 3e du Grand Prix cycliste de Saguenay
- 2017
  - 1re étape du Tour d'Azerbaïdjan
  - 1re étape du Tour de Slovaquie
  -  Médaillé d'or de la course en ligne aux Jeux des Îles
  - 4e étape de la Colorado Classic
- 2018
  -  Champion d'Estonie sur route
  - 2e étape du Tour de Castille-et-León
  - 4e étape du Tour du Japon
  - 2e étape du Tour de Corée
  - Great War Remembrance Race
  - 2e du Tour de Cologne
- 2019
  - Tour d'Estonie : 
    - Classement général
    - 2e étape

  -  Médaillé d'or du contre-la-montre aux Jeux des Îles
  -  Médaillé d'or de la course en ligne aux Jeux des Îles
  - 3e étape du Tour de Roumanie
- 2020
  - 1re étape du Tour d'Antalya
- 2021
  -  Champion d'Estonie sur route
  - 3e étape de l'Istrian Spring Trophy
  - Belgrade-Banja Luka : 
    - Classement général
    - 4e étape

  - 3e étape du Tour de Bulgarie
- 2022
  -  Champion d'Estonie sur route
- 2023
  - 1re et 6e étapes du Tour of Tea Horse Road
  - 3e du Tour of Tea Horse Road
- 2024
  - 1re étape du Tour Zhaotong
  - 2e du Tour de Huangshan

### Résultats sur les grands tours

#### Tour d'Espagne
1 participation
- 2020 : 139e

### Classements mondiaux
| Année                                 | 2012 | 2013 | 2014 | 2015 | 2016 | 2017 | 2018 | 2019 | 2020 | 2021 | 2022 | 2023  | 2024  |
| ------------------------------------- | ---- | ---- | ---- | ---- | ---- | ---- | ---- | ---- | ---- | ---- | ---- | ----- | ----- |
| Classement mondial                    |      |      |      |      | 232e | 303e | 196e | 205e | 686e | 218e | 471e | 1711e | 1218e |
| UCI Europe Tour                       | 926e | 522e | 512e | 407e | 116e | 160e | 108e | 171e | 553e | 188e | 376e | nc    | nc    |
| UCI Asia Tour                         | nc   | nc   | 353e | nc   | nc   | 475e | 131e |      |      |      |      |       |       |
| UCI America Tour                      | nc   | nc   | nc   | 420e | 117e | 167e | nc   |      |      |      |      |       |       |
| UCI Africa Tour                       | nc   | nc   | nc   | 72e  | nc   | nc   | nc   |      |      |      |      |       |       |
|                                       |      |      |      |      |      |      |      |      |      |      |      |       |       |
| Légende : nc = non classéSource : UCI |      |      |      |      |      |      |      |      |      |      |      |       |       |